# Nerw piersiowo-grzbietowy
Nerw piersiowo-grzbietowy (łac. nervus thoracodorsalis)  – w anatomii człowieka nerw zaliczany do nerwów krótkich części podobojczykowej splotu ramiennego.
Włókna nerwu pochodzą od gałęzi brzusznych nerwów szyjnych C6–C8. Nerw piersiowo-grzbietowy odchodzi od pęczka tylnego splotu ramiennego, stamtąd biegnie w kierunku dołu pachowego, gdzie przechodzi na powierzchnię przednią mięśnia najszerszego grzbietu. Nerw ten biegnie wraz z naczyniami o tej samej nazwie – tętnicą piersiowo-grzbietową i żyłą piersiowo-grzbietową. 
Nerw piersiowo-grzbietowy unerwia mięsień najszerszy grzbietu i mięsień podłopatkowy, a czasem także mięsień obły większy.